# Gemeinderatswahl in St. Pölten 1982
Die Gemeinderatswahl 1982 fand am 14. März 1982 statt und war die achte Gemeinderatswahl in St. Pölten nach Kriegsende. Trotz leichter Verluste konnte die Sozialistische Partei Österreichs erneut die meisten Stimmen auf sich vereinen und die absolute Mehrheit verteidigen.

## Ausgangslage
Bei der Wahl vom 13. März 1977 konnte die SPÖ die meisten Stimmen auf sich vereinen und mit starken Gewinnen die absolute Mehrheit verteidigen. Während ÖVP und KPÖ leicht verloren, konnte die FPÖ Gewinne verzeichnen. Zum Jahreswechsel 1981/1982 wurden einige Ortschaften aus den Stadtteilen, die 1972 eingemeindet wurden, wieder ausgemeindet.

### Wahlwerbende Parteien und Wahlverlauf
Bei den Wahlen traten die vier im Gemeinderat vertretenen Parteien an. Die Sozialistische Partei Österreichs (SPÖ) trat mit Hans Schickelgruber als Spitzenkandidat an, die Österreichische Volkspartei (ÖVP) unter Josef Kimmeswenger.

## Wahlergebnis
Bei der Wahl vom 14. März 1982 konnte die SPÖ erneut die meisten Stimmen auf sich vereinen und mit leichten Verlusten die absolute Mehrheit verteidigen. ÖVP und KPÖ mussten leichte Verluste hinnehmen, die FPÖ konnte mit deutlichen Gewinnen ein zusätzliches Mandat von der ÖVP erringen.
|                    | Ergebnisse 1982 | Ergebnisse 1982 | Ergebnisse 1982 | Ergebnisse 1977 | Ergebnisse 1977 | Ergebnisse 1977 | Differenzen | Differenzen | Differenzen |
| ------------------ | --------------- | --------------- | --------------- | --------------- | --------------- | --------------- | ----------- | ----------- | ----------- |
| Stimmen            | %               | Mand.           | Stimmen         | %               | Mand.           | Stimmen         | %           | Mand.       |             |
| Wahlberechtigte    | 37.696          |                 |                 | 36.785          |                 |                 | + 911       |             |             |
| Abgegebene Stimmen | 30.470          | 80,8 %          |                 | 31.254          | 84,9 %          |                 | −784        | −4,1 %      |             |
| ungültige Stimmen  | 1.116           | 3,7 %           |                 | 645             | 2,1 %           |                 | +471        | +1,6 %      |             |
| gültige Stimmen    | 29.354          | 96,3 %          |                 | 30.609          | 97,9 %          |                 | −1.255      | −1,6 %      |             |
| Partei             |                 |                 |                 |                 |                 |                 |             |             |             |
| SPÖ                | 16.844          | 57,4 %          | 25              | 17.679          | 57,8 %          | 25              | −835        | −0,4 %      | ± 0         |
| ÖVP                | 9.758           | 33,2 %          | 14              | 10.353          | 33,8 %          | 15              | −595        | −0,6 %      | −1          |
| FPÖ                | 1.698           | 5,8 %           | 2               | 1.263           | 4,1 %           | 1               | +435        | +1,7 %      | +1          |
| KPÖ                | 1.054           | 3,6 %           | 1               | 1.314           | 4,3 %           | 1               | −260        | −0,7 %      | ±0          |
| Gesamt             | 29.354          | 100,0 %         | 42              | 30.609          | 100,0 %         | 42              | −1.255      | ±0          | ±0          |

## Auswirkungen
Bei der konstituierenden Gemeinderatssitzung am 2. April 1982 wurde Schickelgruber zum Bürgermeister gewählt, Vizebürgermeister wurden Oswald Hameder (SPÖ) und Josef Kimmeswenger (ÖVP). Die SPÖ stellte sieben Stadträte, die ÖVP vier.